# Lichtenberg/Erzgeb.
Lichtenberg/Erzgeb. település Németországban, azon belül Szászország tartományban. Lakosainak száma 2679 fő (2023. december 31.).

## Népesség
A település népességének változása:
| Lakosok száma | 2725 | 2688 | 2685 | 2677 | 2658 | 2679 |
|               | 2014 | 2017 | 2019 | 2021 | 2022 | 2023 |